# Олеховский, Тадеуш
Тадеуш Олеховский (пол. Tadeusz Olechowski , 10 января 1926 года, Вильно — 4 января 2001, Варшава) — польский политический и государственный деятель, министр иностранных дел Польской Народной Республики в 1988 — 1989 годах.

## Биография
- В 1948 г. окончил юридический факультет Ягеллонского университета, затем коммерческую академию в Кракове.
- В 1948—1955 гг. — во внешнеторговом объединении «Металлэкспорт».
- В 1955—1957 гг. — глава польской торговой делегации, а также торговым атташе Посольства ПНР в Бирме.
- В 1957—1958 гг. — заместитель директора объединения «Металлэкспорт».
- В 1958—1961 гг. — заместитель директора департамента в министерстве внешней торговли.
- В 1961—1965 гг. — торговый советник посольства ПНР в Италии.
- В 1965—1969 гг. — заместитель министра иностранных дел,
- В 1969—1972 и в 1976—1980 гг. — посол во Франции.
- В 1972 г. — министр внешней торговли Польши.
- В 1972—1974 гг. — посол в Египте.
- В 1983—1986 гг. — посол в ФРГ.
- В 1980—1983 и в 1986—1988 гг. — заместитель министра иностранных дел,
- В 1988—1989 гг. — министр иностранных дел в правительствах Збигнева Месснера и Мечислава Раковского.
- В 1990-1992 - посол в Бельгии.
- Член Польской объединённой рабочей партии.
- Был награждён Крестом командора Ордена Возрождения Польши.